# أليسون بارجيتر
أليسون بارجيتر (بالإنجليزية: Alison Pargeter)‏ هي ممثلة بريطانية، ولدت في 1972 في المملكة المتحدة.

## وصلات خارجية
- أليسون بارجيتر على موقع IMDb (الإنجليزية)
- أليسون بارجيتر على موقع قاعدة بيانات الفيلم (الإنجليزية)